# Santiago Ramón y Cajal
Santiago Ramón y Cajal, španski histolog in zdravnik, * 1. maj 1852, Petilla de Aragon, Španija, † 17. oktober 1934, Madrid, Španija.

## Mladost in služenje na Kubi
Ramón y Cajal je imel tako kot Camillo Golgi, italijanski histolog, očeta v zdravstvu, vendar sprva ni kazalo, da bo nadaljeval družinsko tradicijo in šele po uspešni vajenski dobi pri brivcu ter čevljarju je imel možnost za študij medicine.
Ko je leta 1873 končal študij in služil eno leto na Kubi, ki je bila tedaj španska posest, je leta 1877 postal profesor anatomije na Univerzi v Zaragozi. Vmes so ga mučile resne bolezni, na Kubi malarija, doma v Španiji pa tuberkuloza.

## Raziskave živčnega sistema
Leta 1880 se je naučil Golgijevega barvanja, ga izboljšal in začel raziskovati živčni sistem. Do leta 1889 je odkril zvezo med celicami sive možganovine in hrbtnega mozga ter prikazal izredno zamotanost živčnega sistema. Prav tako je odkril sestavo očesne mrežnice. Postavil je teorijo nevronov, v kateri je izjavil, da živčni sistem sestoji zgolj iz živčnih celic oz. nevronov in njihovih izrastkov, aksonov. To je bilo v nasprotju z Golgijevimi trditvami in ta mu je tudi nasprotoval.
Leta 1889 je Ramón y Cajal na znanstvenem sestanku v Nemčiji prikazal Golgijevo barvanje, ki ga je izboljšal. Dosegel je podporo Köllikerje, švicarskega anatoma in fiziologa, ter Waldeyerja, nemškega anatoma. Z Golgijem si je leta 1906 razdelil Nobelovo nagrado za fiziologijo ali medicino.
Leta 1922 je šel v pokoj, leta 1934 pa je umrl v starosti 82 let. V svojem življenju je objavil prek 100 znanstvenih del v španskem, nemškem in francoskem jeziku.